# Constant Cornelis Huijsmans

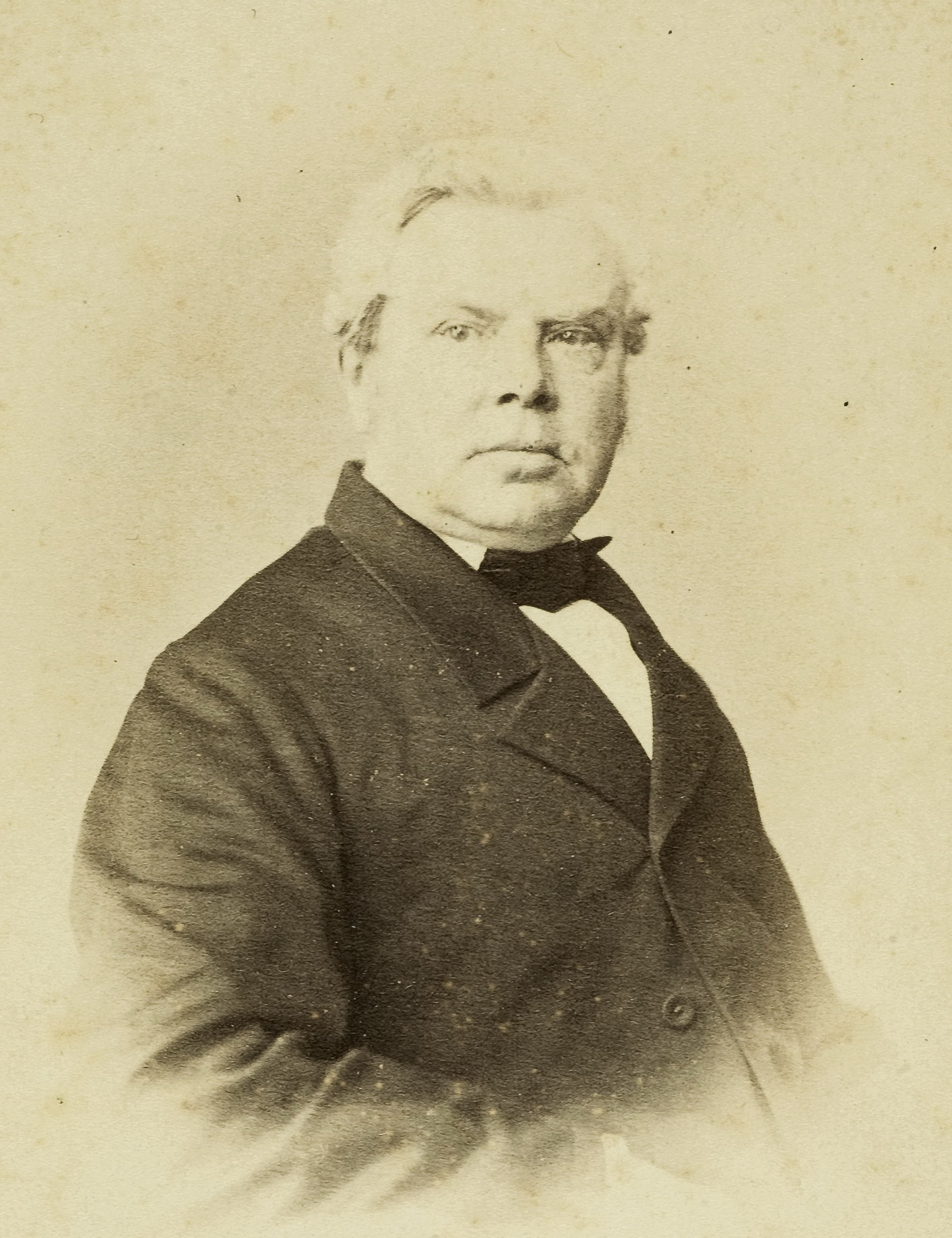
Constant Cornelis Huijsmans.

Constant Cornelis Huijsmans, född 1 januari 1810 i Breda, död 28 november 1886 i Haag, var en konstnär och konstlärare i Nederländerna. En av hans förfäder var landskapsmålaren Cornelis Huysmans i 1600-talets Antwerpen.

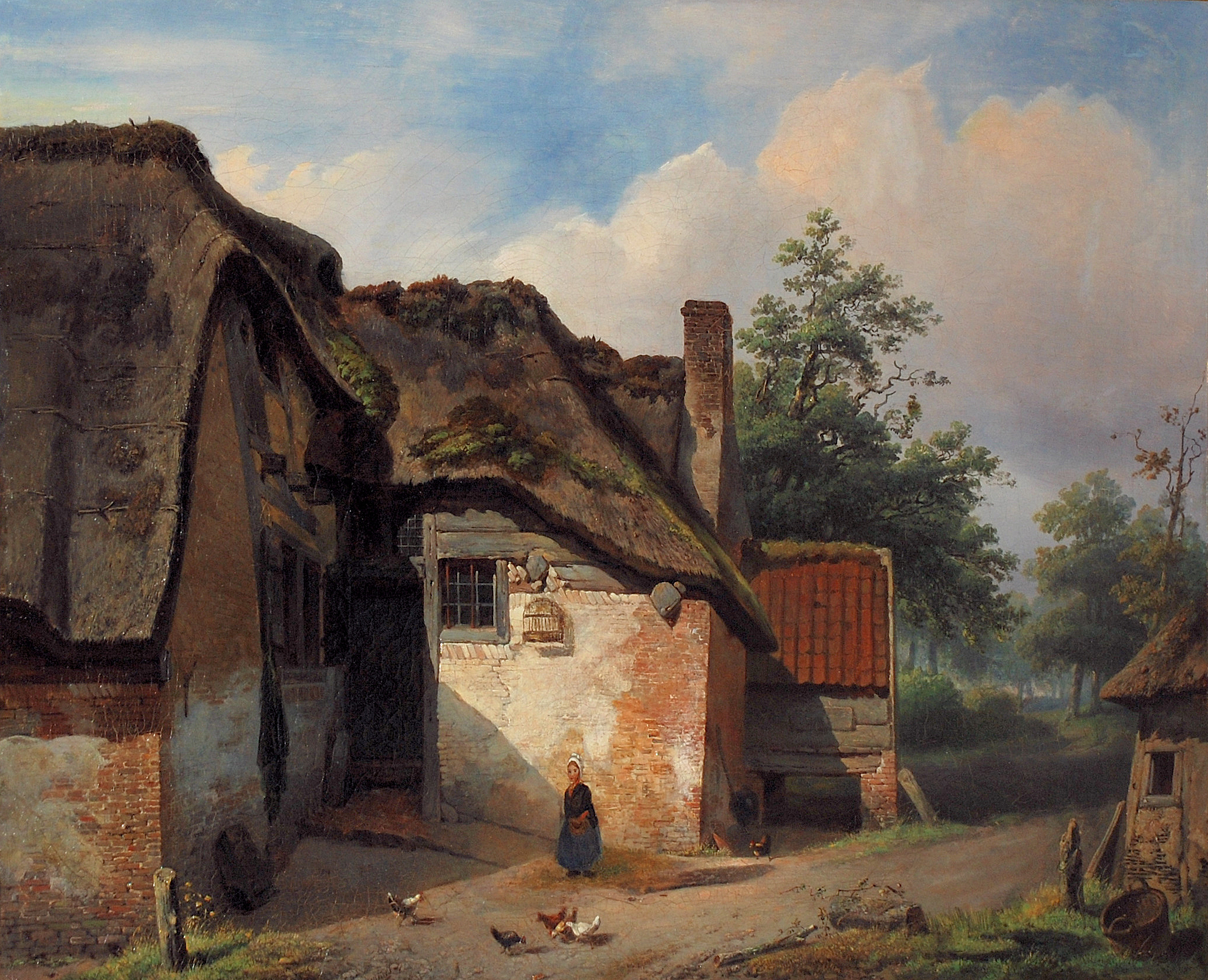
C.C. Huijsmans 1849.

Mellan år 1866 och 1868 gick Vincent van Gogh i skola i Tilburg, där han fick målarlektioner av konstnären Constant Cornelis Huijsmans.